# Bifangen
Koordinaten: 51° 20′ 31″ N, 9° 5′ 33″ O
Bifangen war eine Dorfsiedlung in der heutigen Gemarkung von Landau, einem Stadtteil von Bad Arolsen im nordhessischen Landkreis Waldeck-Frankenberg. Sie befand sich östlich von Landau auf etwa 324 m Höhe unweit westlich der Bundesstraße 450 und der Wolfhagener Straße, wo die von Bühle im Süden kommende Landesstraße L 3198 in die B 450 einmündet.

## Geschichte
Die erste schriftliche Erwähnung des Orts erfolgte im Dezember 1182, als Papst Lucius III. das Chorfrauenstift Aroldessen in seinen Schutz nahm und ihm dessen Besitzungen u. a. in villula Biwanc bestätigte, wobei es sich wohl um ein eingehegtes (siehe: Bifang) Vorwerk auf Rodungsland handelte. Der Ort gewann an Bedeutung, als die Anfang des 13. Jahrhunderts von den Grafen von Waldeck gegründete Stadtsiedlung Landsberg im Jahre 1231 oder 1232 von landgräflichen Truppen zerstört wurde: ein Teil der vertriebenen Bewohner zog in die neu gegründete Kolonie Bifangen, wo sie als frei anerkannt wurden und ihnen von den Grundherren, Graf Adolf I. von Waldeck und das Stift Aroldessen, erhebliche Rechte, z. B. Braurecht und Recht zur Wahl eines Gemeindevorstehers, eingeräumt wurden. Wann die Siedlung aufgegeben wurde, ist nicht bekannt. Es ist anzunehmen, dass die Bewohner in die um 1290 auf Anordnung des Waldecker Grafen Otto I. gegründete Stadt Landau umsiedelten. Im Jahre 1837 wird berichtet, dass ein Steinhaufen und Mauerwerk, genannt „Kirchenköppel“, in der „Bywand“ genannten Gegend der Rest der Kirche gewesen sei.